# Dicrurus macrocercus
Il drongo nero (Dicrurus macrocercus Vieillot, 1817) è un uccello passeriforme appartenente alla famiglia Dicruridae.

## Etimologia
Il nome scientifico della specie, macrocercus, deriva dall'aggiunta del prefissoide di origine greca macro- ("grande") con la parola anch'essa greca κερκος (kerkos, "coda"), col significato di "dalla coda lunga", in riferimento all'aspetto della coda di questi uccelli.
Questi uccelli presentano un vasto numero di nomi comuni nel loro areale, fra i quali kari bhujanga (da cui il nome scientifico obsoleto del genere Dicrurus, Bhuchanga) in lingua kannada, kotwal ("poliziotto", per la loro territorialità) in hindi, kari kuruvi ("uccello di carbone") o rettai valan ("due code") in lingua tamil, kaaka tampuratti ("regina di corvi", per il coraggio con cui aggredisce e scaccia anche grossi uccelli) in lingua malayalam.

## Descrizione

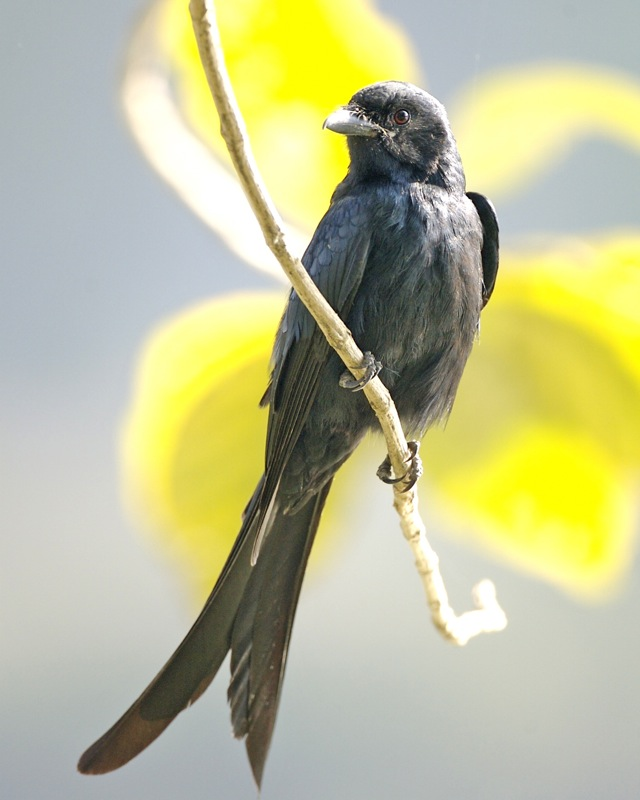
Esemplare in natura.

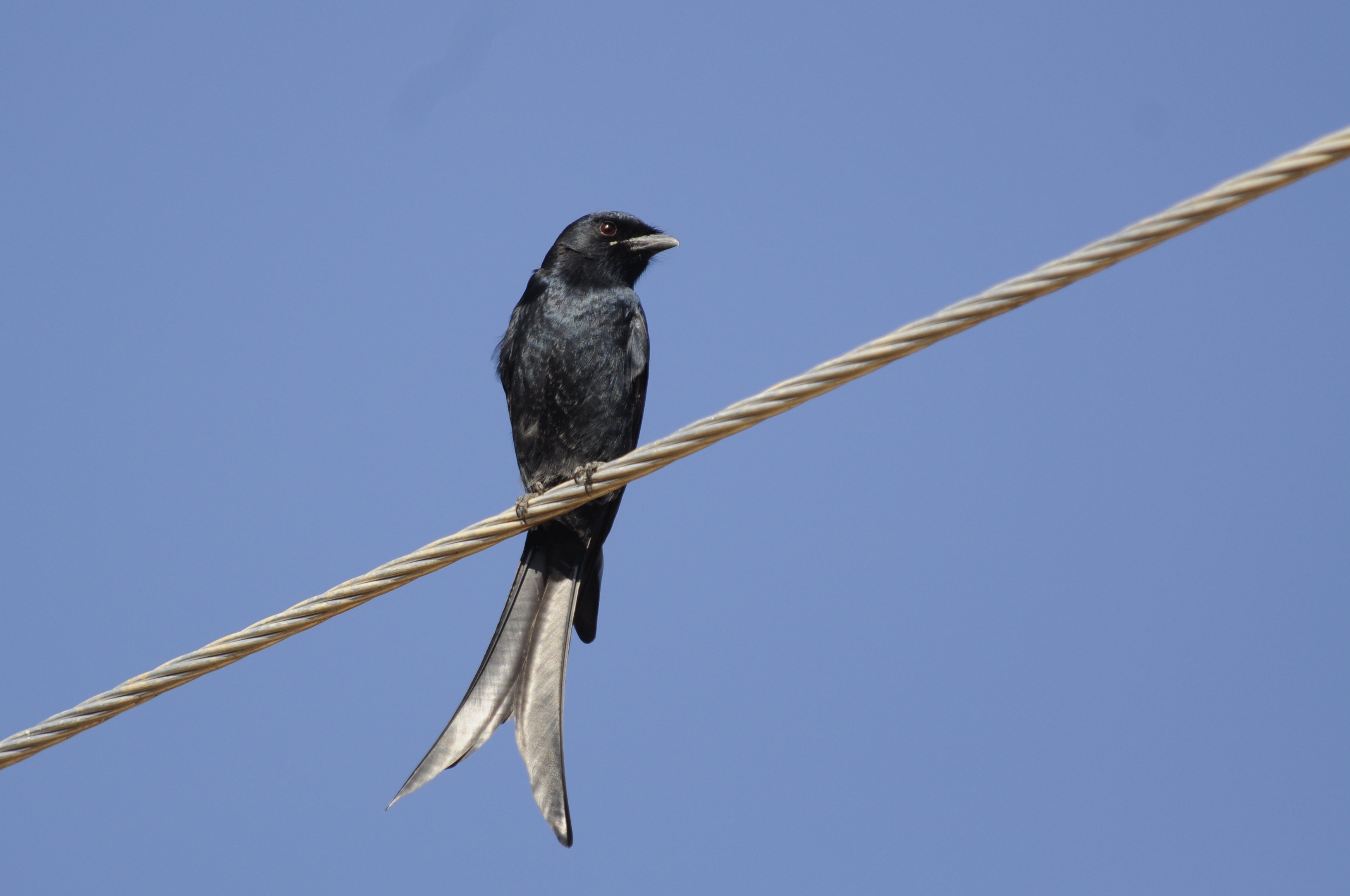
Esemplare nel Karnataka.

### Dimensioni
Misura 26–31 cm di lunghezza. A parità d'età, i maschi sono leggermente più grossi rispetto alle femmine: sussiste inoltre una certa variabilità a livello di dimensioni fra le varie sottospecie.

### Aspetto
Si tratta di uccelli dall'aspetto robusto e slanciato, muniti di grossa testa di forma arrotondata, becco conico e robusto di media lunghezza e dall'estremità adunca, zampe corte, lunghe ali digitate e coda lunga (175–206 mm) e dalla metà distale profondamente forcuta, con le due punte lievemente incurvate verso l'esterno nella parte distale.
Il piumaggio si presenta interamente di colore nero lucido, con presenza di riflessi metallici bluastri su testa, dorso, ali e petto, evidenti (anche se non molto, a differenza di quanto osservabile in numerose altre specie di drongo) quando l'animale si trova nella luce diretta: sul basso ventre, sui fianchi e sugli orli di ali e coda il piumaggio tende ad essere più opaco e con sfumature grigio-cannella. Alla base del becco, sui due lati, si trova una caratteristica macchiolina circolare di colore bianco.

I due sessi sono del tutto simili fra loro, sebbene le femmine tendano genericamente a presentare piumaggio meno brillante e coda mediamente più corta rispetto ai maschi: nei giovani fino al secondo anno d'età, invece, la colorazione è sfumata di bruno e le penne del ventre presentano punta di colore biancastro, rendendo questi uccelli simili al drongo ventrebianco.
Il becco e le zampe si presentano di colore nero: gli occhi sono invece di colore bruno-rossiccio.

## Biologia

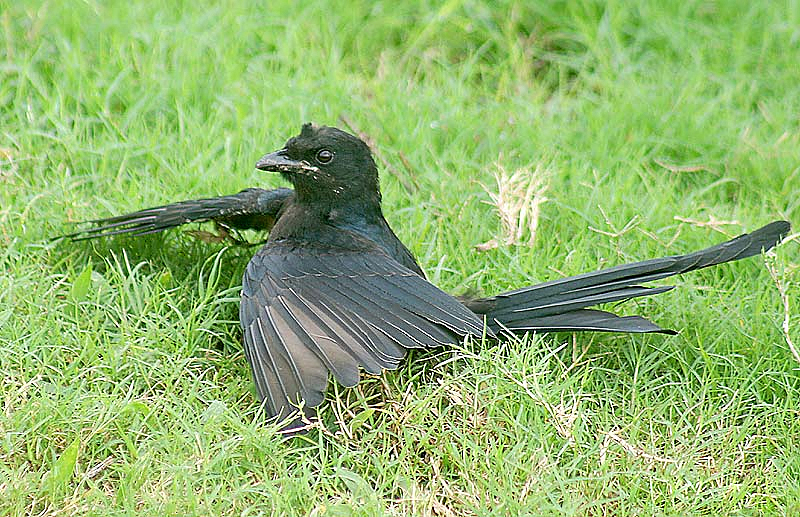
Esemplare intento a fare un bagno di formiche.

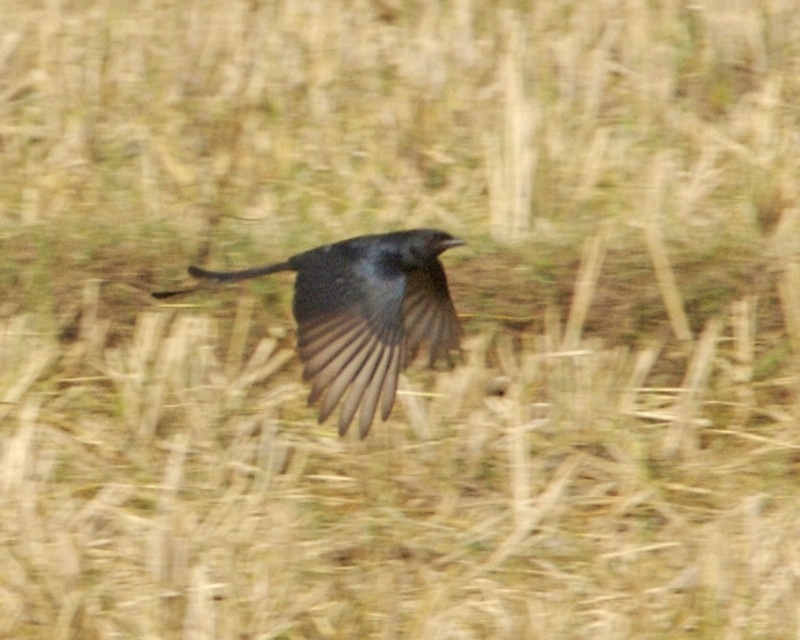
Esemplare il volo nel Tamil Nadu.

Il drongo nero è un uccello dalle abitudini di vita essenzialmente diurne, che tende a vivere da solo fino al momento in cui trova un partner, momento a partire dal quale passerà la vita in coppia fino alla morte sua o del compagno: in caso di fonti di cibo particolarmente abbondanti, come i campi freschi di mietitura, tuttavia, numerosi esemplari residenti nell'area circostante (fino a 35) possono raggrupparsi per un breve periodo di tempo, salvo fare poi ritorno ai rispettivi territori.

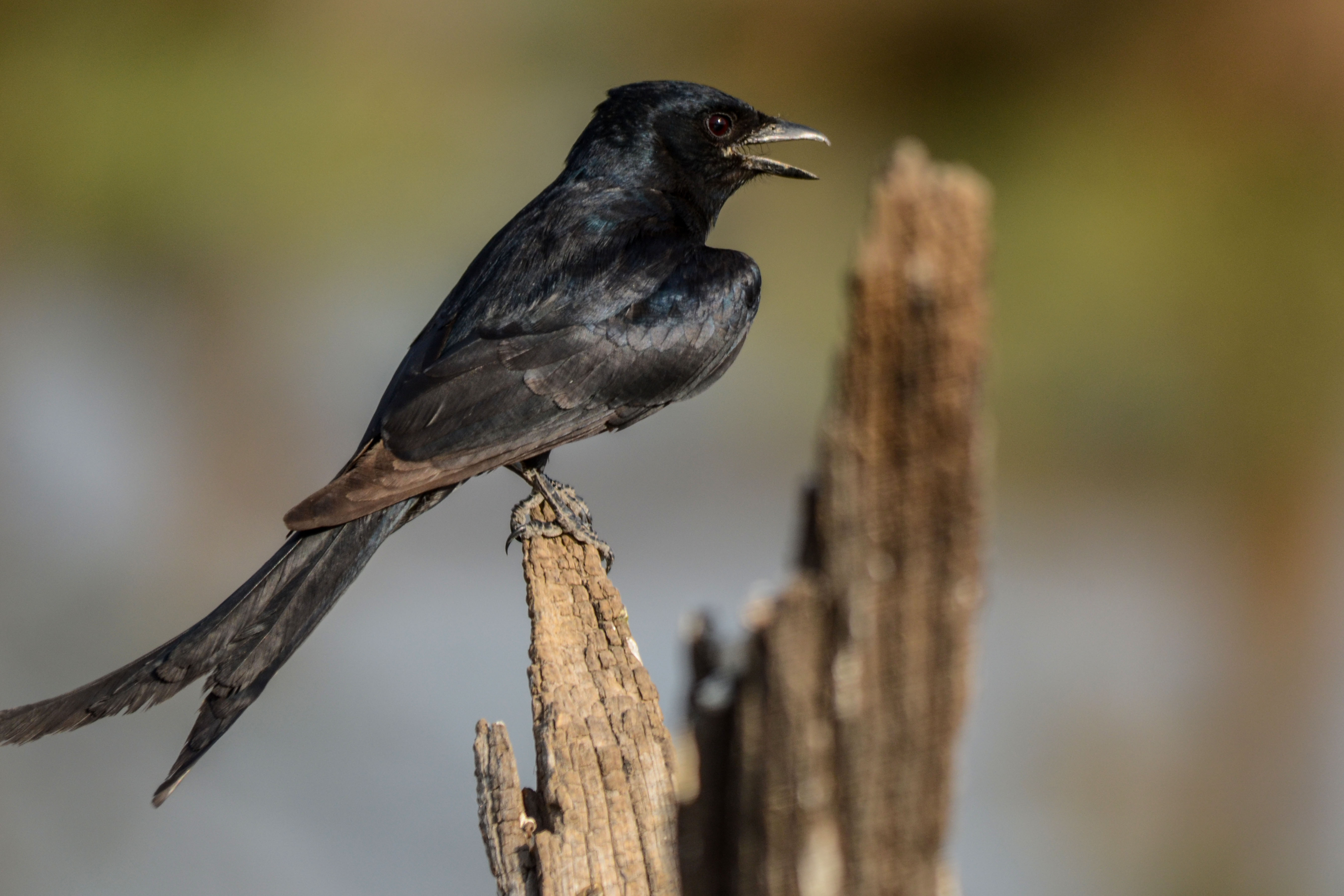
Esemplare vocalizza in natura.

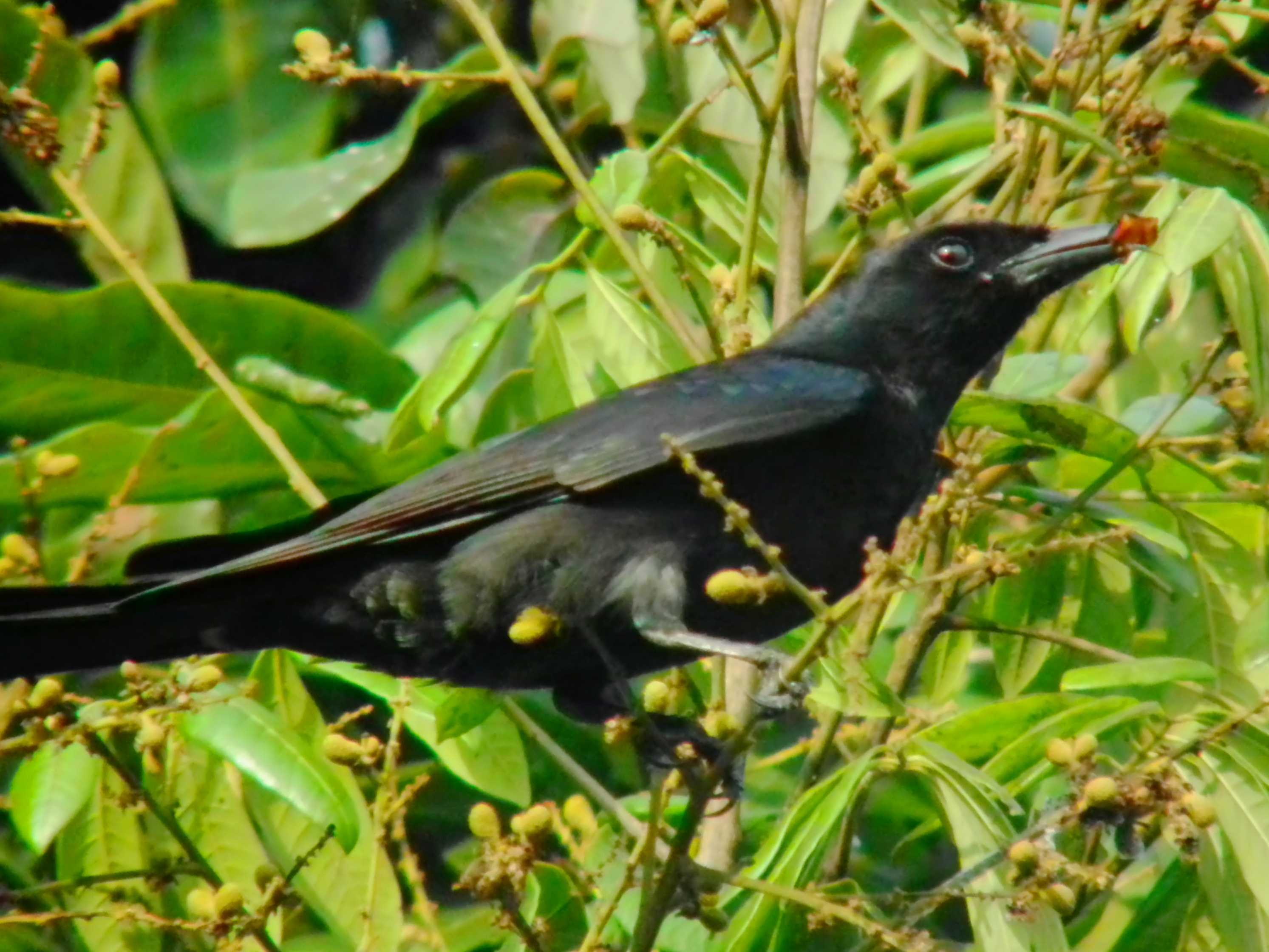
Esemplare si ciba a Hong Kong.

I dronghi neri passano la maggior parte della giornata appollaiati su un posatoio in evidenza, generalmente la punta del ramo di un albero o di un arbusto: da tale posatoio, essi tengono costantemente d'occhio i dintorni, alla ricerca di eventuali possibili prede o di intrusi conspecifici o comunque visti come una minaccia. Nel primo caso, l'animale spicca il volo, ghermendo la preda al suolo o anche al volo (mostrandosi capaci di veloci manovre aeree nello stretto) oppure catturandola fra i rami o il fogliame, mentre nel secondo caso l'intruso viene redarguito con richiami d'allarme ed in seguito aggredito senza complimenti, con picchiate e colpi di becco: i dronghi neri, infatti, sono uccelli molto territoriali, che non badano alle dimensioni degli intrusi, aggredendo anche rapaci e grossi corvi qualora osino avvicinarsi troppo. Questa territorialà, che non si applica su uccelli che non vengono visti come una minaccia (sebbene durante il periodo degli amori i dronghi neri divengano ancora più aggressivi e possano scacciare anche animali di specie normalmente ignorate), fa sì che non di rado al drongo nero si associano altre specie che cercano il cibo al suolo, come storni tristi ed aironi guardabuoi.
Come tutti i dronghi, anche il drongo nero è un uccello molto vocale in grado di emettere una grande varietà di suoni. Questi uccelli vocalizzano soprattutto durante le prime ore del mattino e verso sera, non di rado esibendosi in duetti e ritirandosi a riposare più tardi rispetto alla maggior parte degli altri uccelli diurni coi quali condividono l'areale: fra i richiami emessi dal drongo nero vi sono sia aspri e gracchianti versi d'allarme che altri più flautati o liquidi, nonché alti stridii bitonali simili al richiamo dello shikra e non l'ultima l'imitazione dei versi di altri uccelli.

### Alimentazione

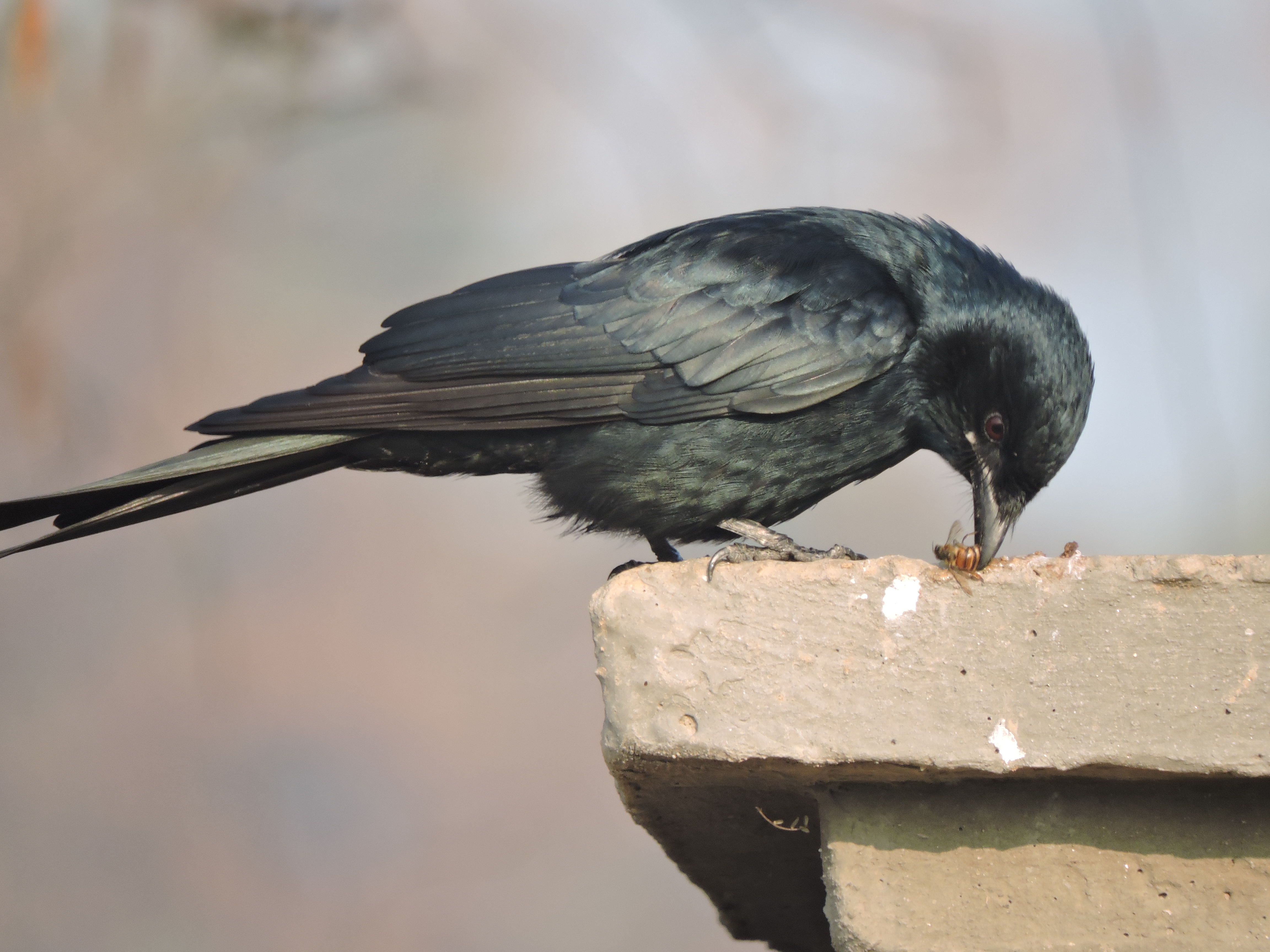
Esemplare mangia un'ape a Chandigarh.

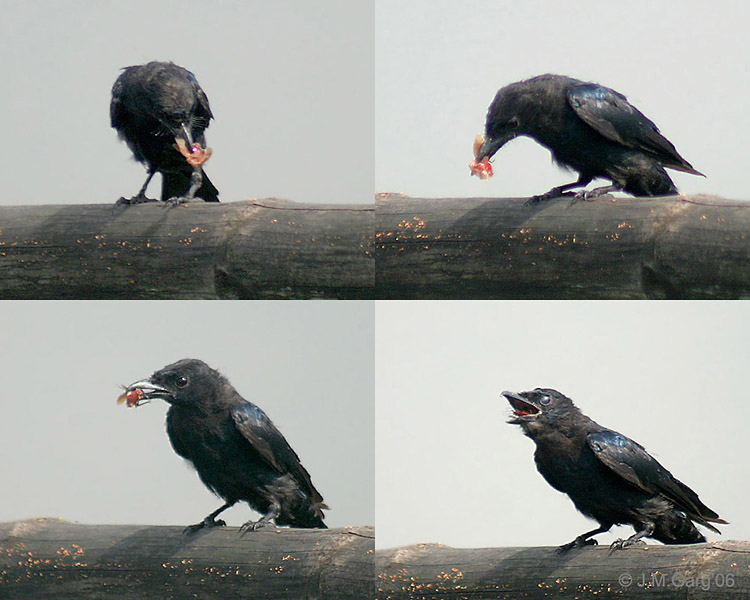
Esemplare si nutre a Calcutta.

Il drongo nero è un uccello fondamentalmente insettivoro: questi uccelli si nutrono di una grande varietà di insetti ed altri invertebrati, principalmente cavallette, locuste e grilli, ma anche cicale, termiti, coleotteri, libellule e lepidotteri (fra cui le Danainae, generalmente evitate dagli altri insettivori). I dronghi neri evitano le mosche, mentre sono molto ghiotti di vespe ed api (motivo per il quale non sono visti di buon occhio dagli apicoltori): fra le altre prede favorite vi sono i ragni, mentre solo raramente questi uccelli predano grossi invertebrati aggressivi come centopiedi e scorpioni. Grazie alla loro dieta insettivora, talvolta i dronghi vengono utilizzati come insetticida naturale posizionando pali nei campi coltivati che fungeranno da posatoi.

Oltre agli invertebrati, i dronghi neri possono cibarsi anche di piccoli vertebrati, predando soprattutto piccoli uccelli (dei quali mangiano solo alcune parti, come il cervello), ma anche pesci, rettili, anfibi e perfino pipistrelli: queste prede sembrano essere favorite dalle popolazioni migratorie e durante la migrazione, mentre i dronghi stanziali raramente cacciano vertebrati.

Molto sporadicamente, infine, i dronghi neri possono cibarsi di cibo di origine vegetale, visitando gli alberi di Bombax ed Eythrina (allo scopo di suggere i fiori, per ottenere acqua e nettare) e piluccando granaglie.

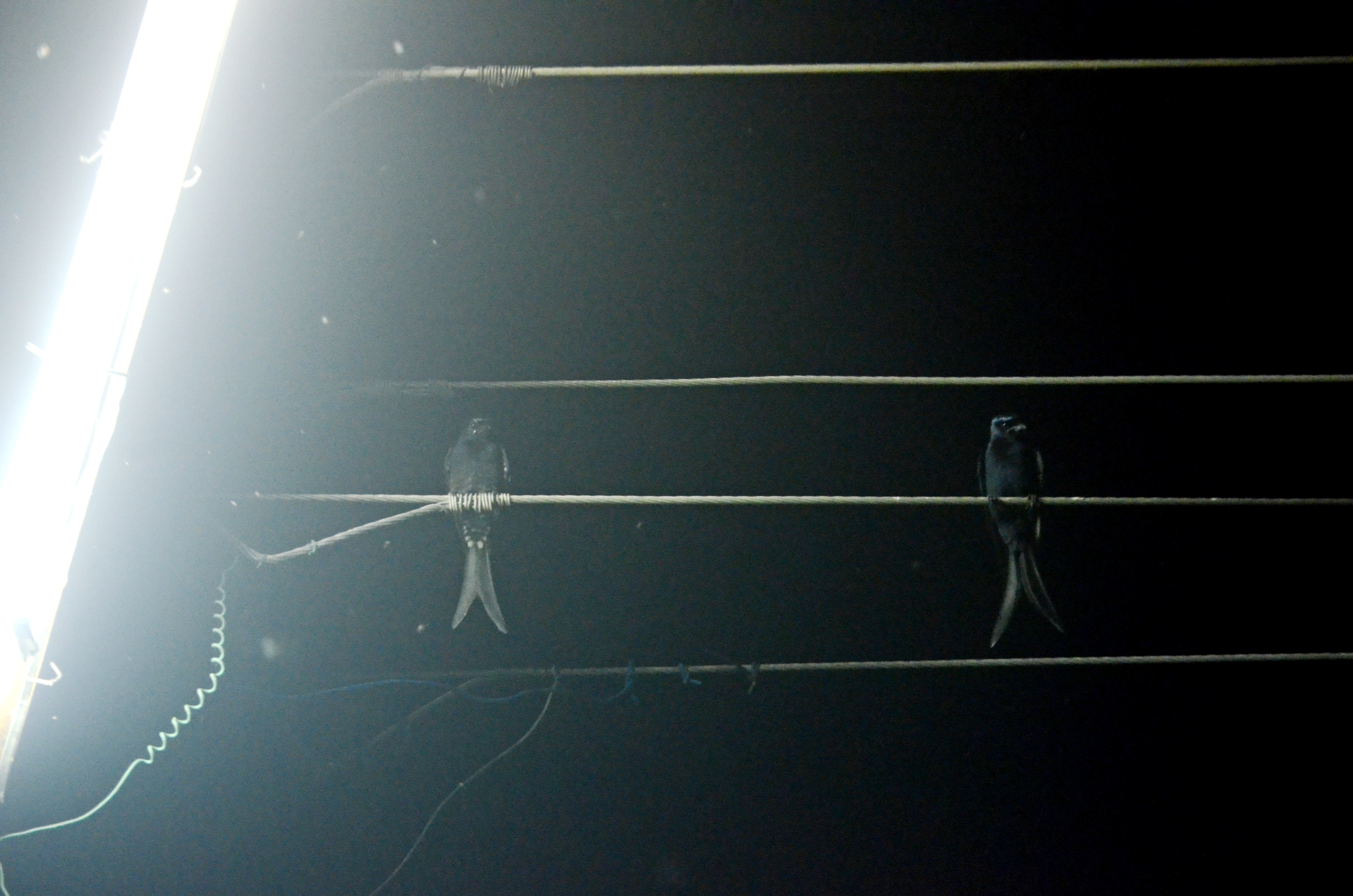
Due dronghi neri a caccia nei pressi di un lampione.

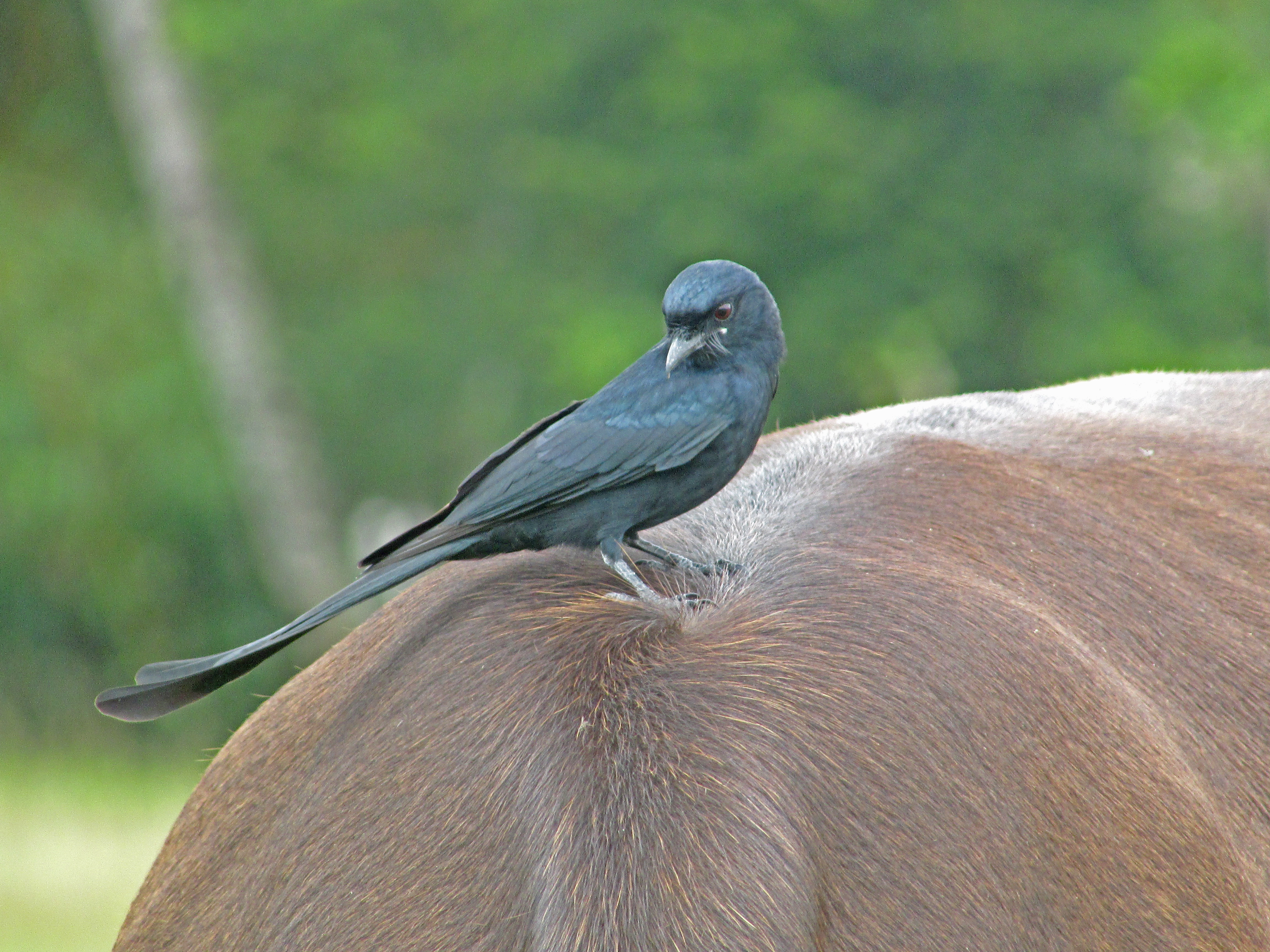
Esemplare sul dorso di un bovino nel Kerala.

Per reperire il cibo, i dronghi tengono d'occhio i dintorni da un posatoio elevato, volando velocemente per raggiungere la preda al suolo o fra rami e fogliame oppure catturandola al volo: di tanto in tanto, questi uccelli spiccano il volo e sorvolano i dintorni tenendosi vicino ai rami o al suolo, cibandosi degli insetti che si levano in volo o cercano di allontanarsi spaventati. Per lo stesso motivo, i dronghi neri sono attratti dai fuochi o dalle aree di semina, dove possono cibarsi delle grandi quantità di piccoli animali che sono costretti a scappare: inoltre, i dronghi neri hanno beneficiato dell'urbanizzazione del loro areale appostandosi sotto le luci delle città per cibarsi degli insetti attratti. Questi uccelli, infine, non di rado si appollaiano sul dorso di bovini od ovini intenti a brucare, dal quale possono godere sia di una visuale a trecentosessanta gradi della zona circostante, sia di un "passaggio".

Similmente all'affine drongo codaforcuta, anche il drongo nero può emettere richiami d'allarme ingiustificati o addirittura richiami di predatori (come lo shikra) per spaventare gli altri uccelli (in particolare lo storno triste) ed indurli alla fuga, cibandosi poi del cibo da loro lasciato sul luogo.

### Riproduzione

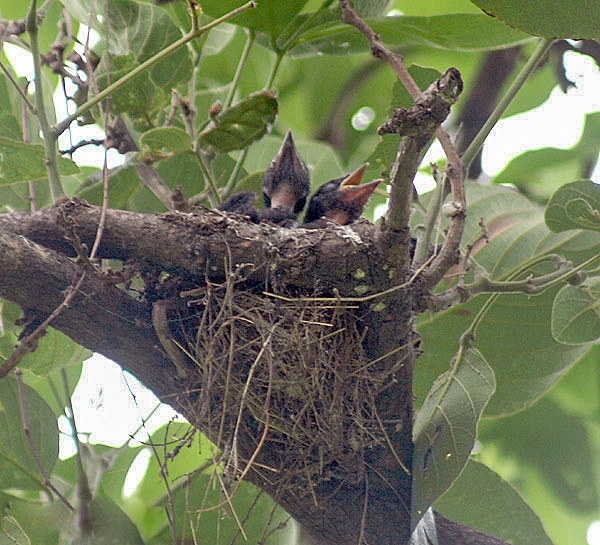
Nido con pulli a Calcutta.

Il drongo nero è un uccello rigidamente monogamo: la stagione riproduttiva comincia fra la fine di febbraio e l'inizio di marzo proseguendo fino a giugno. Durante questo periodo, le coppie portano generalmente avanti una singola covata: nel caso questa vada perduta per qualche motivo, i due partner possono cercare di portarne avanti una seconda, estendendo la stagione riproduttiva fino ad agosto inoltrato.

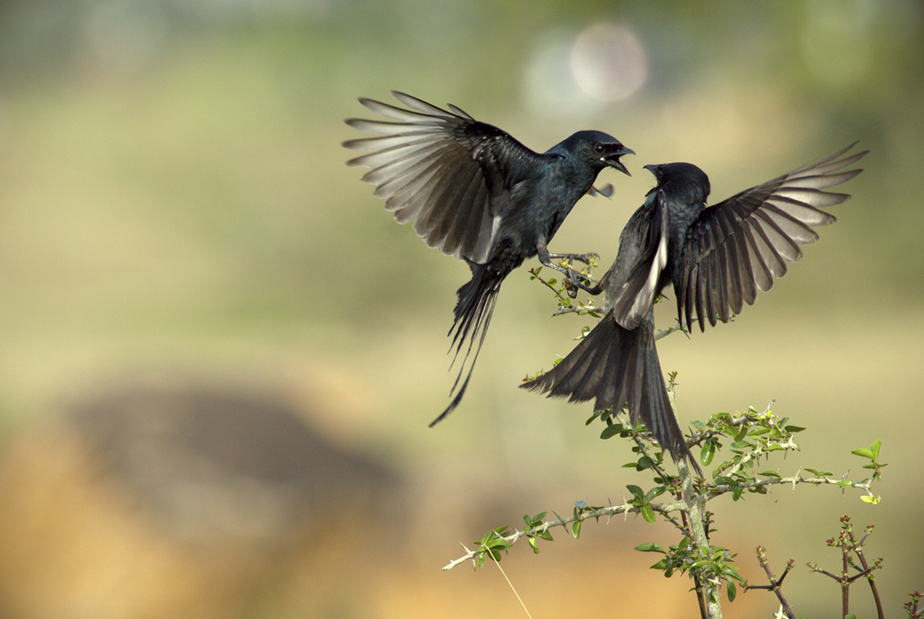
Corteggiamento a sud di Madras.

Il corteggiamento è composto da voli acrobatici, durante i quali i due partner (la cui maturità sessuale viene raggiunta attorno al secondo anno d'età) cercano di tenersi il becco e le ali, finendo spesso per cadere al suolo.
Il nido, fragile e sottile, è a forma di coppa: esso viene costruito in circa una settimana da ambedue i sessi, intrecciando alla biforcazione della parte distale di un ramo d'albero (utilizzando di preferenza come siti di nidifcazione vecchi alberi dalle foglie larghe, come la giaca, ma nidificando alla bisogna anche su lampioni o altri tipi di supporto) fibre vegetali e rametti sottili.

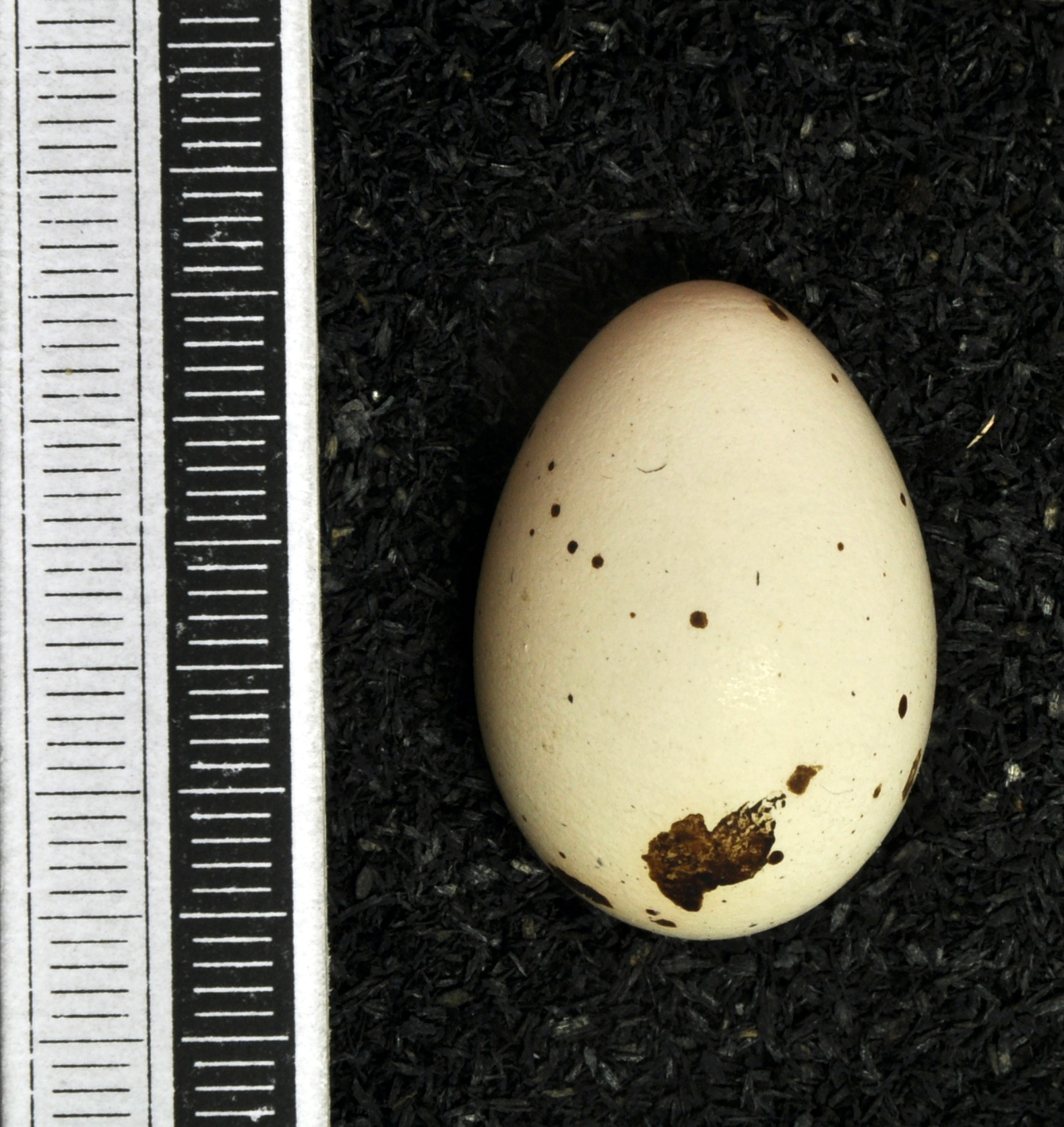
Uovo.

All'interno del nido la femmina depone 2-4 uova di colore che varia dal bianco-crema al rosato, con presenza di screziature brune: esse vengono covate alternativamente da ambedue i genitori, e schiudono a 14-15 giorni dalla deposizione.

I pulli sono ciechi ed implumi alla schiusa: per i primi cinque giorni di vita essi vengono costantemente coperti da uno dei genitori, mentre l'altro si occupa di reperire il cibo per nutrirli, mentre a partire dal quinto giorno (quando cioè è spuntato il piumino) essi sono in grado di termoregolare in autonomia ed entrambi i genitori si dedicano alla ricerca di cibo. Gli occhi vengono aperti solitamente all'ottavo giorno di vita, mentre a 16-20 giorni dalla schiusa avviene l'involo, con la biforcazione della coda che viene acquisita a circa tre settimane d'età.

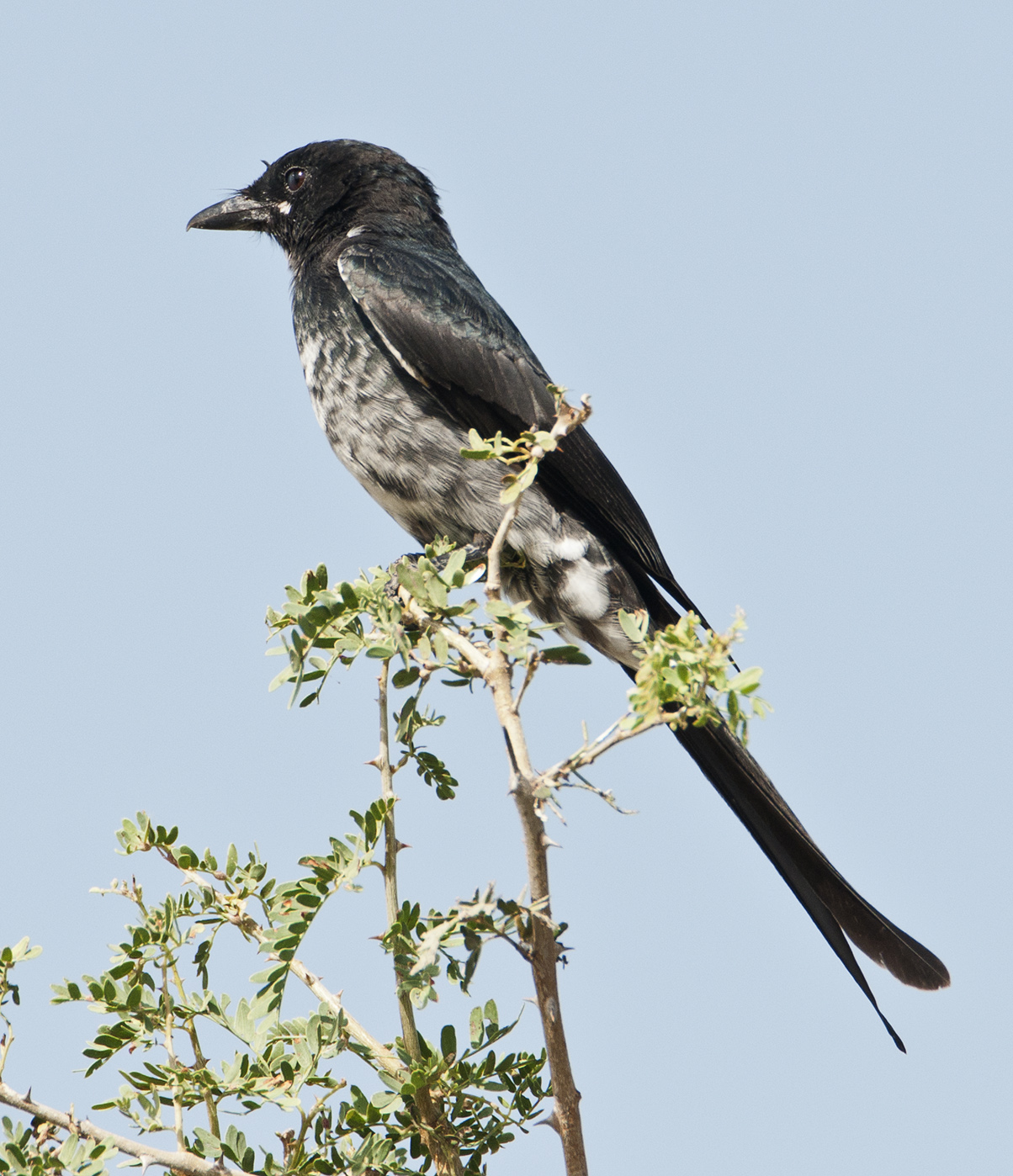
Giovane esemplare (notare il ventre biancastro) a Chhapar.

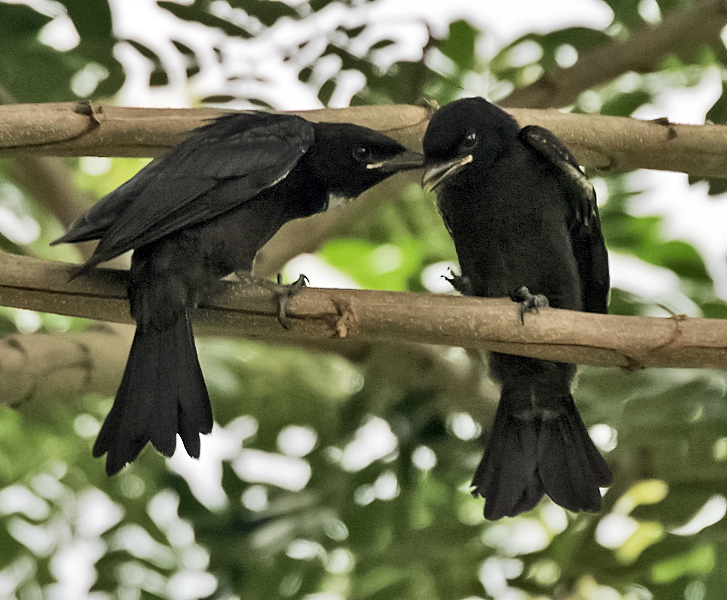
Due giovani (notare la coda non forcuta) nel Bengala occidentale.

Dopo l'involo, i giovani rimangono nei pressi del nido, continuando ad essere nutriti dai genitori (talvolta coadiuvati da degli aiutanti, che in genere sono giovani appartenenti alla covata dell'anno precedente, ed in una singola occasione anche dalle coppie di bulbul ventrerosso nidificanti nelle vicinanze) ancora per un mese circa, dopodiché (nonostante non di rado essi continuino a mendicare il cibo ai genitori) vengono solitamente ignorati o scacciati, di fatto affrancandosi dalle cure parentali. I giovani dronghi neri mostrano un'attività classificabile come gioco, portando in quota delle foglie o delle pagliuzze e cercando di recuperarle al volo mentre cadono.
Durante la stagione degli amori, i dronghi neri divengono ancora più aggressivi, aggredendo fieramente anche grossi rapaci per scacciarli dai dintorni del nido: essi difendono un territorio di 0,3-1,2 ettari di estensione attorno al nido. La loro aggressività viene sfruttata da numerosi altri uccelli (orioli, colombe, garruli e bulbul, nonché il cuculo drongo codaquadrata che mostra mimetismo batesiano nei confronti del drongo nero), che ne approfittano per nidificare nelle vicinanze dei nidi di drongo nero.
Il drongo nero subisce parassitismo di cova da parte del koel comune.

## Distribuzione e habitat

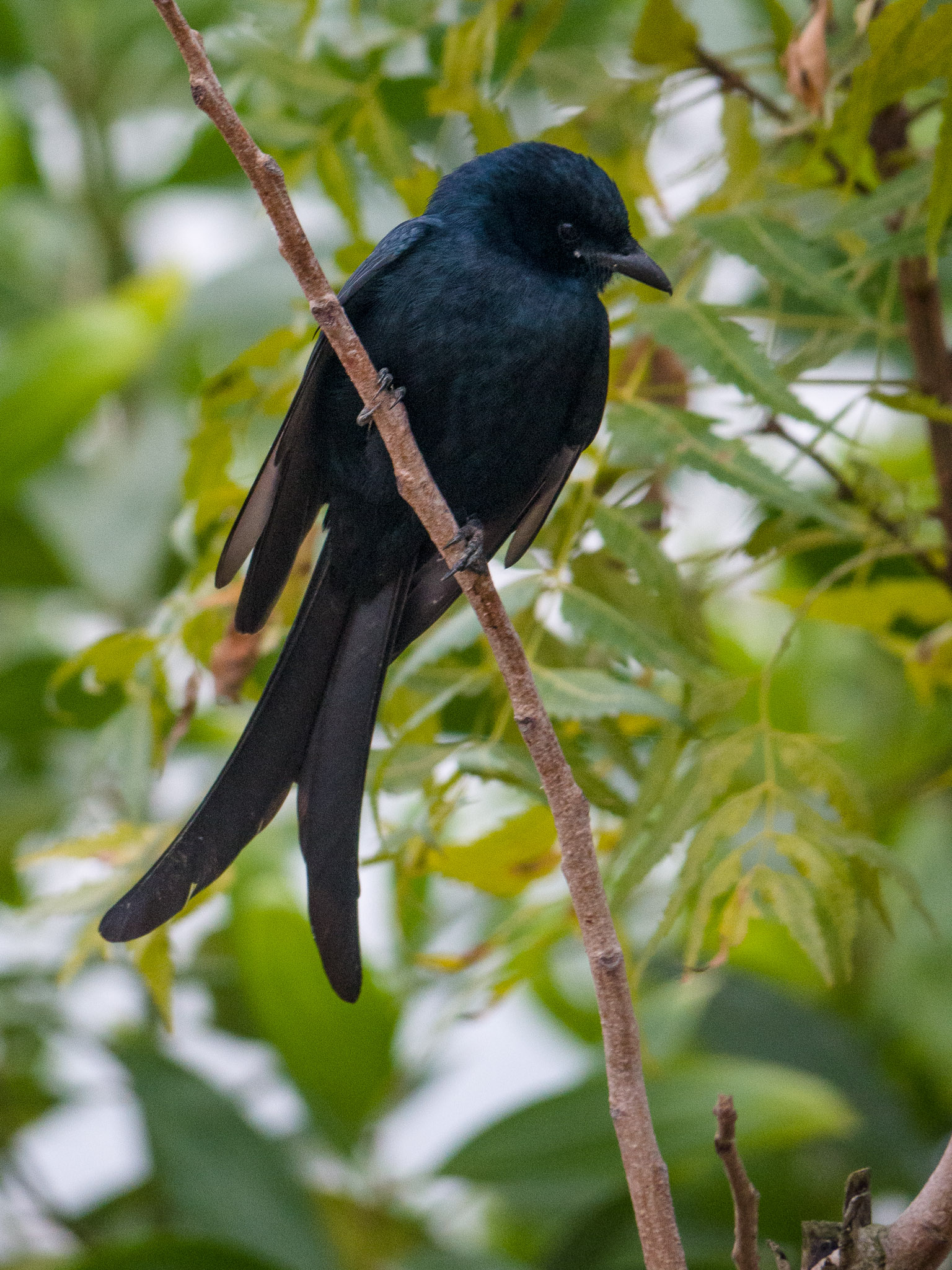
Esemplare a Bangalore.

Il drongo nero è una specie asiatica, che popola un vasto areale che si estende dalla valle dell'Indo e dalle proggini orientali dell'Afghanistan al sud della Cina, a Taiwan ed al Tenasserim, attraverso le pendici meridionali dell'Himalaya, il subcontinente indiano e la penisola indocinese: una popolazione (rappresentante una sottospecie a sé stante) è inoltre presente a Giava e a Bali.

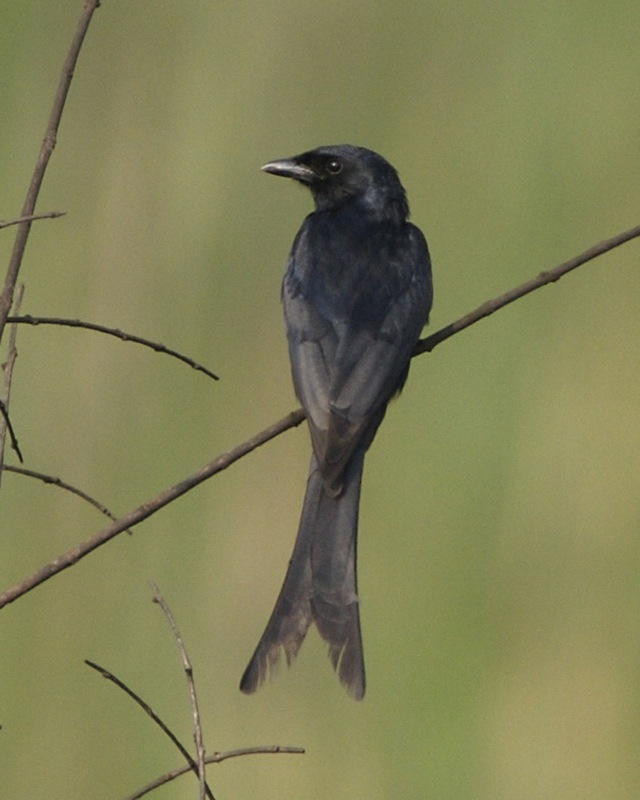
Esemplare nel parco nazionale di Kaziranga.

Le popolazioni meridionali tendono ad essere residenti nell'ambito del proprio areale: le popolazioni settentrionali, invece, durante l'inverno tendono a migrare verso sud fino in Sri Lanka (dove sono già presenti popolazioni residenti) e nella penisola malese, mentre durante il periodo caldo si spostano a nord fino a Kashmir, Tibet sud-orientale, Cina centrale e orientale, Manciuria e Corea nord-occidentale.

Il drongo nero è stato inoltre introdotto immediatamente prima della Seconda Guerra Mondiale sull'isola di Rota, nelle isole Marianne, dove si è ambientata perfettamente, colonizzando nel corso degli anni '50 anche la vicina Guam e rappresentando attualmente una delle specie di uccello più comuni, oltre ad avere molto verosimilmente giocato un ruolo piuttosto importante nel declino degli endemici occhialino di Rota e pigliamosche di Guam.
L'habitat di questi animali è virtualmente rappresentato da ogni tipologia di area alberata sul limitare di una radura erbosa o di uno spiazzo più aperto, dalla foresta pluviale tropicale alla savana: questi uccelli, inoltre, tollerano molto bene l'antropizzazione del proprio areale, colonizzando senza problemi anche le piantagioni e le coltivazioni e le aree periferiche e suburbane di villaggi ed insediamenti urbani.

## Tassonomia
Se ne riconoscono sette sottospecie:

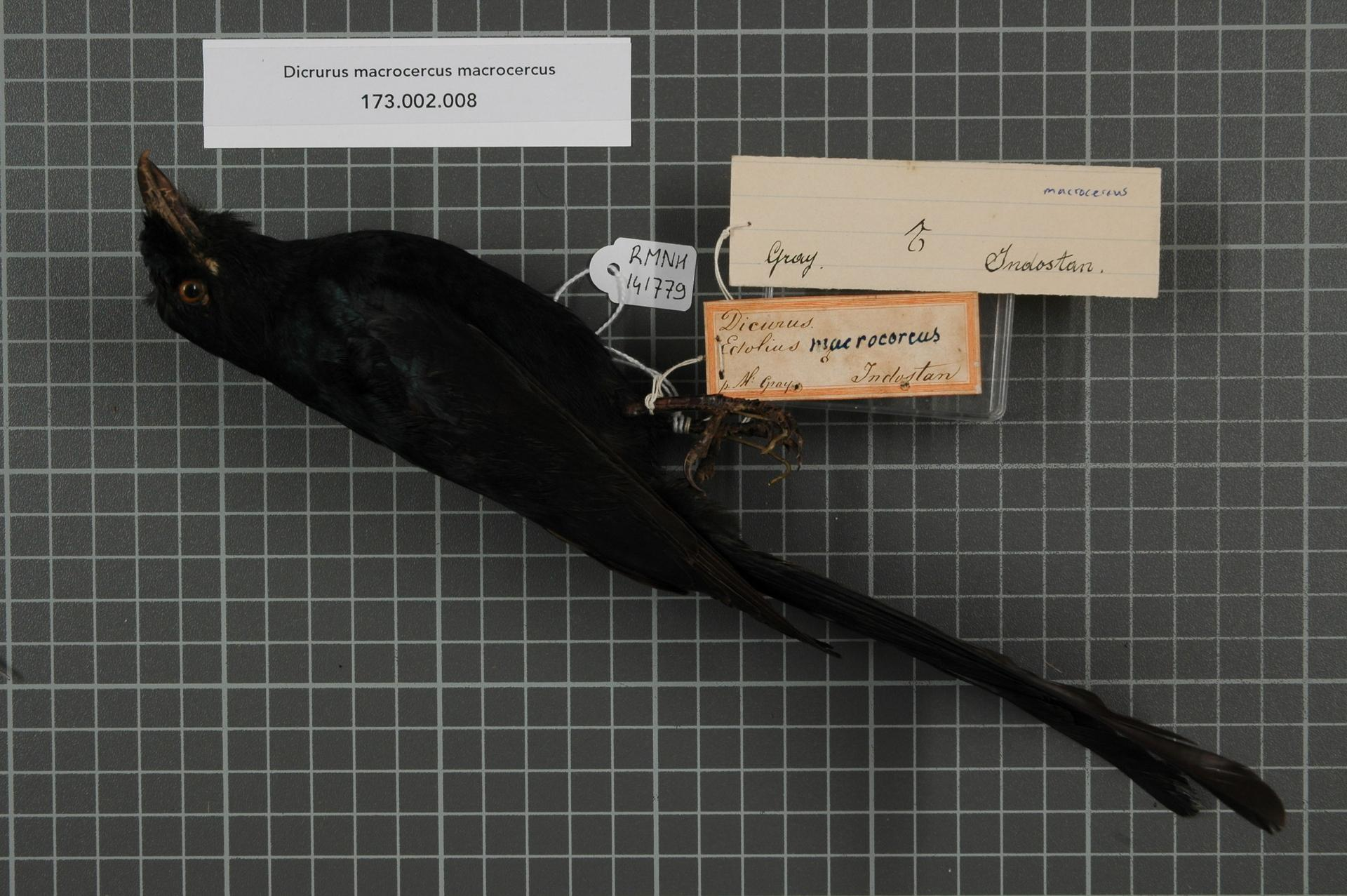
Esemplare impagliato della sottospecie nominale.

- Dicrurus macrocercus albirictus (Hodgson, 1836) - diffusa nella porzione nord-occidentale dell'areale occupato dalla specie, fino al Bengala Occidentale, svernante nel sud dell'India e della Birmania ed in Thailandia settentrionale;
- Dicrurus macrocercus macrocercus Vieillot, 1817 - la sottospecie nominale, diffusa dal delta dell'Indo in tutta la penisola indiana, fino al Bengala;
- Dicrurus macrocercus minor Blyth, 1850 - endemica dello Sri Lanka settentrionale;
- Dicrurus macrocercus cathoecus Swinhoe, 1871 - diffusa in Cina (ad est del Qinghai e a sud del Jilin), ad Hainan, in Birmania centrale e orientale, in Thailandia e nel nord dell'Indocina (Laos e Tonchino), svernante in Tenasserim e penisola malese;
- Dicrurus macrocercus thai Kloss, 1921 - diffusa in Tenasserim, Thailandia centro-meridionale, Cambogia, Annam e Cocincina;
- Dicrurus macrocercus harterti Baker, 1918 - endemica di Taiwan, introdotta alle Marianne;
- Dicrurus macrocercus javanus Kloss, 1921 - diffusa a Giava e a Bali;

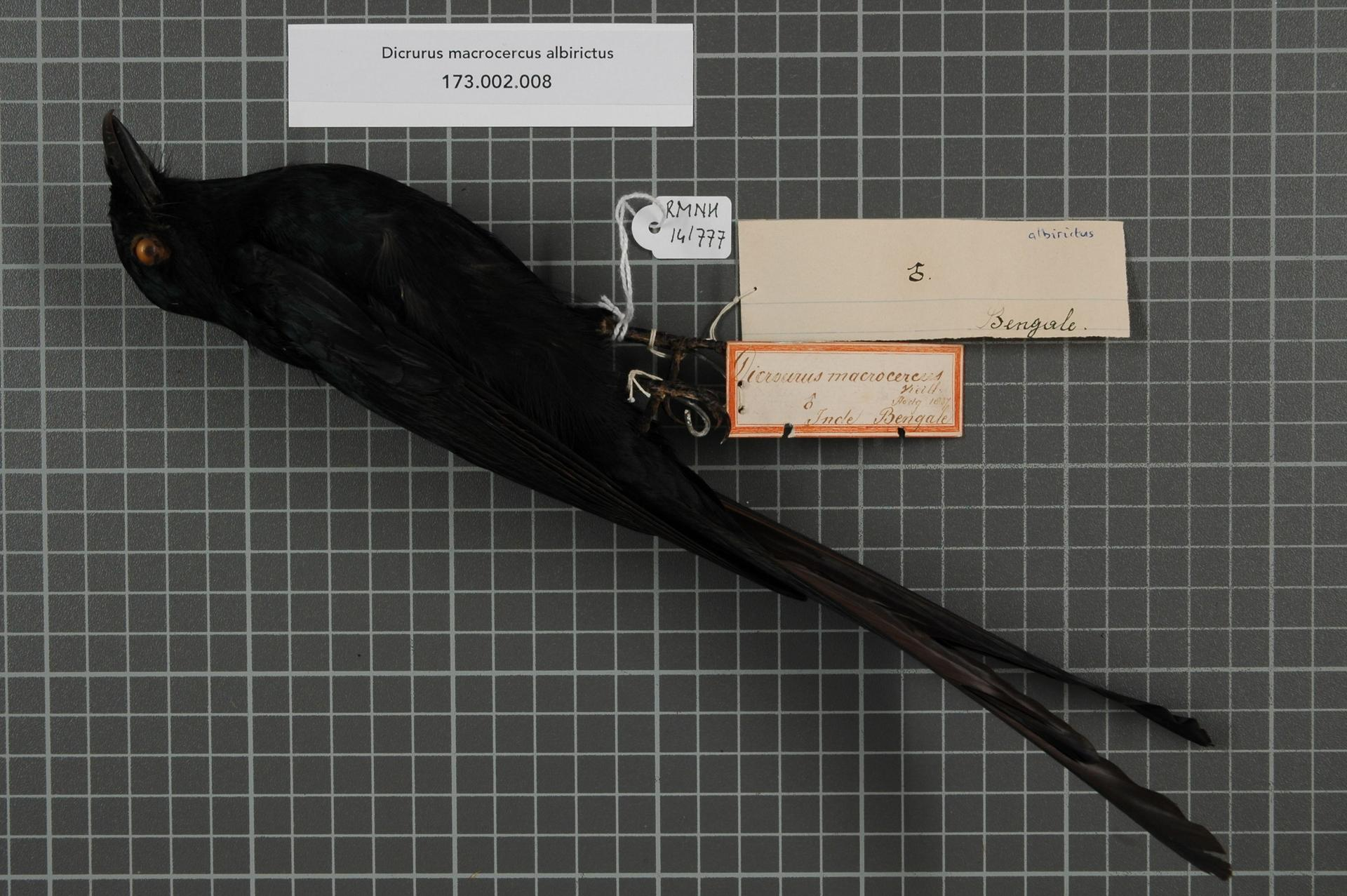
Esemplare impagliato della sottospecie albirictus.
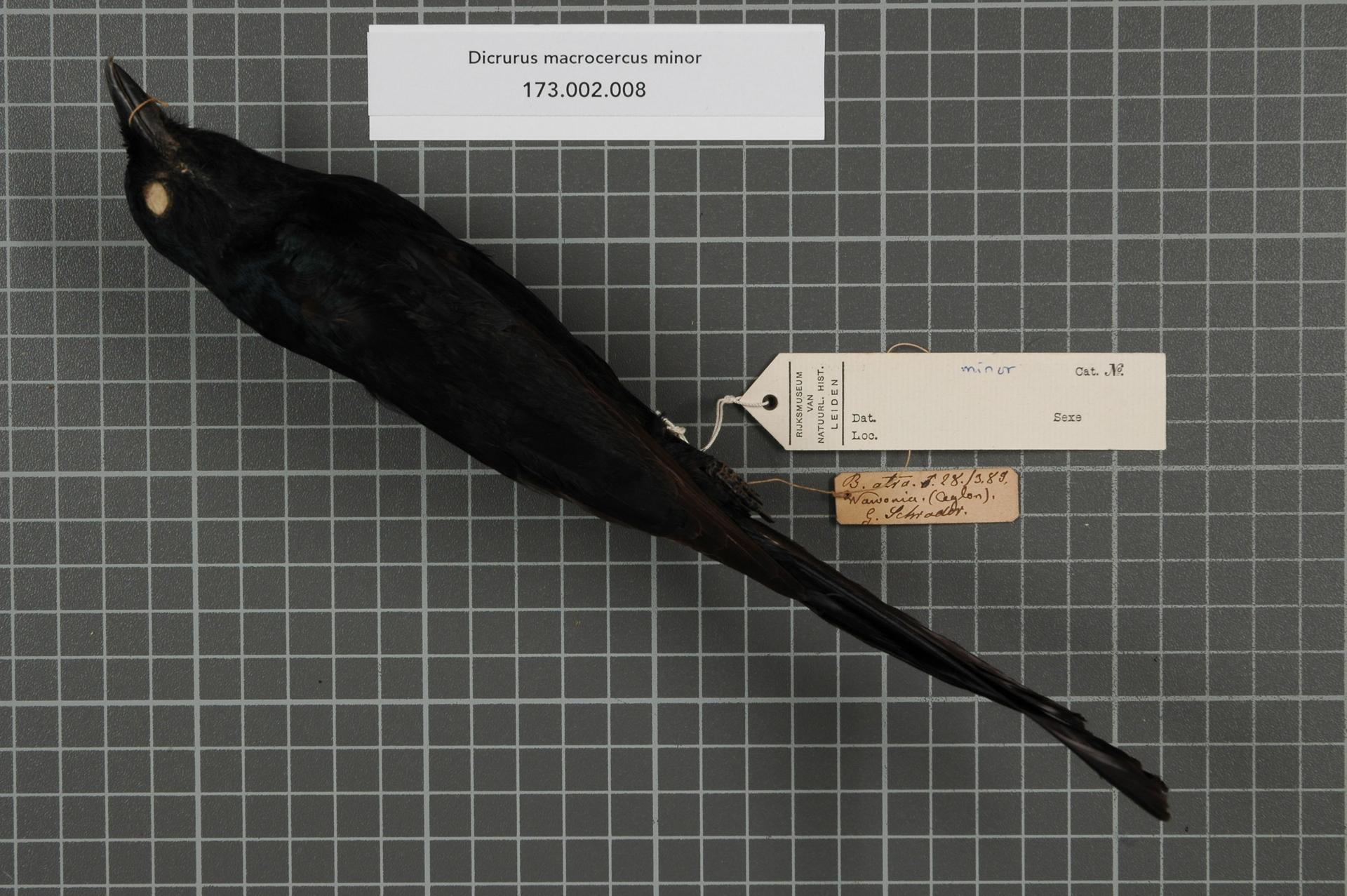
Esemplare impagliato della sottospecie minor.
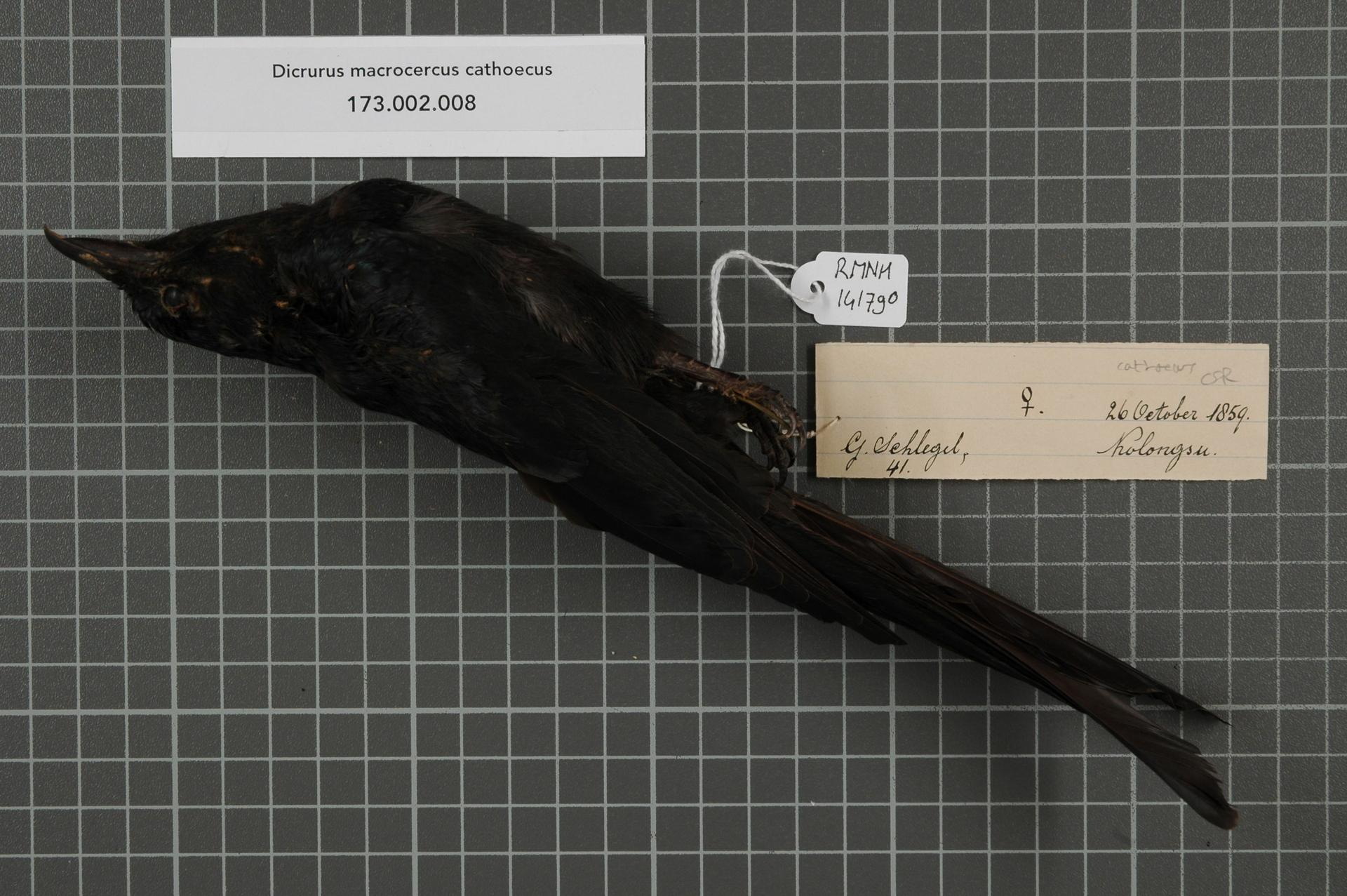
Esemplare impagliato della sottospecie cathoecus.
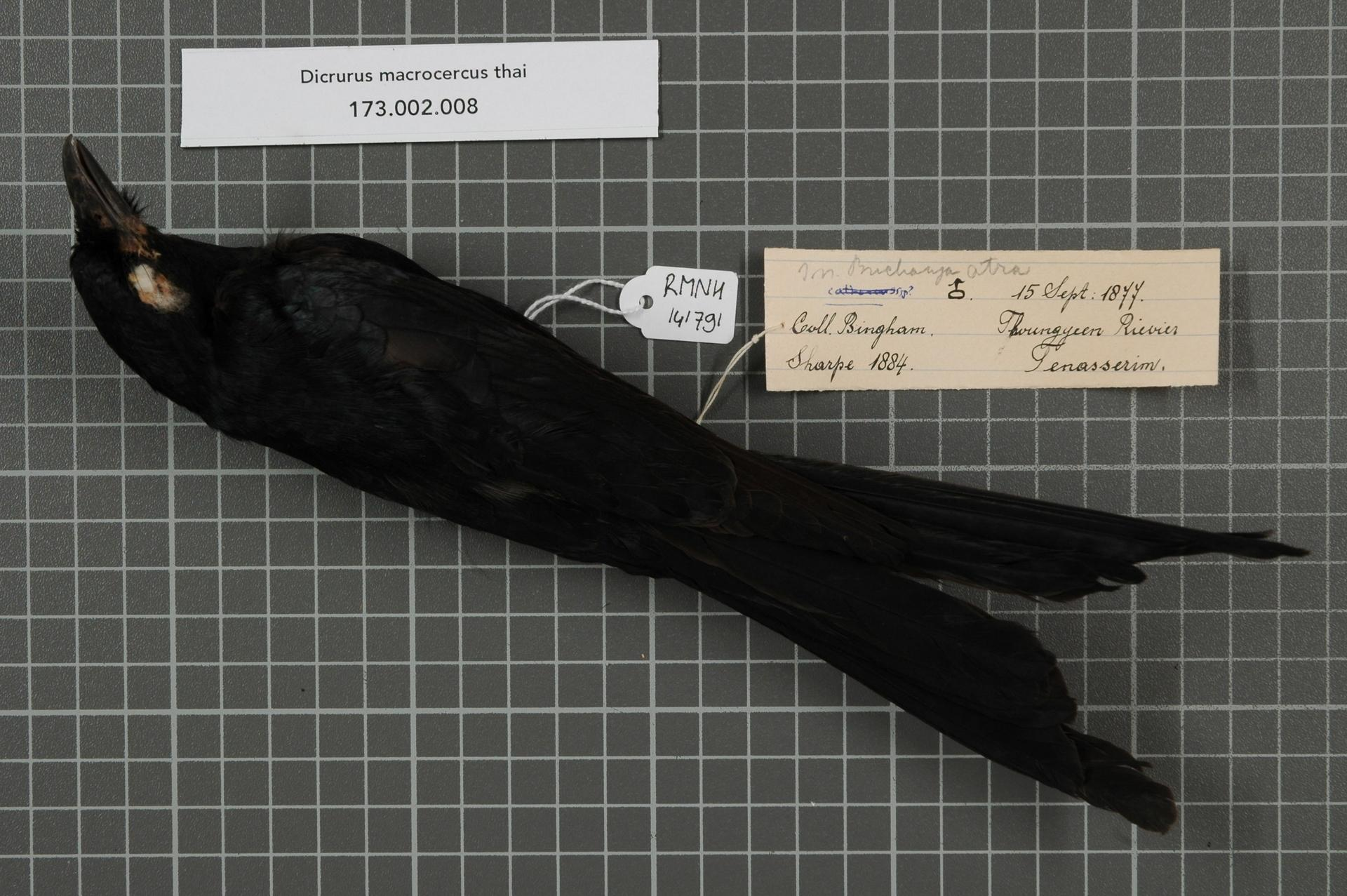
Esemplare impagliato della sottospecie thai.
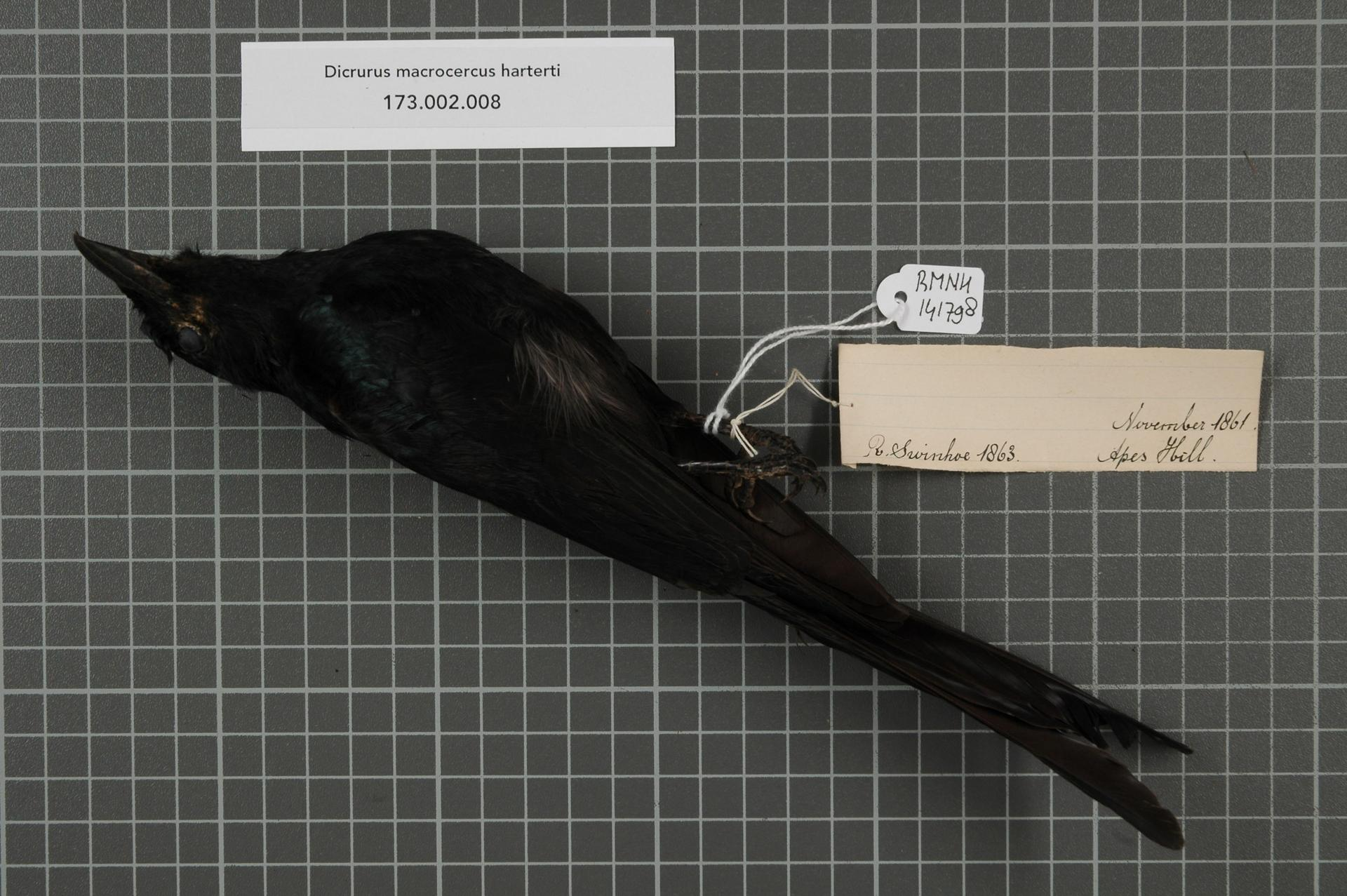
Esemplare impagliato della sottospecie harterti.
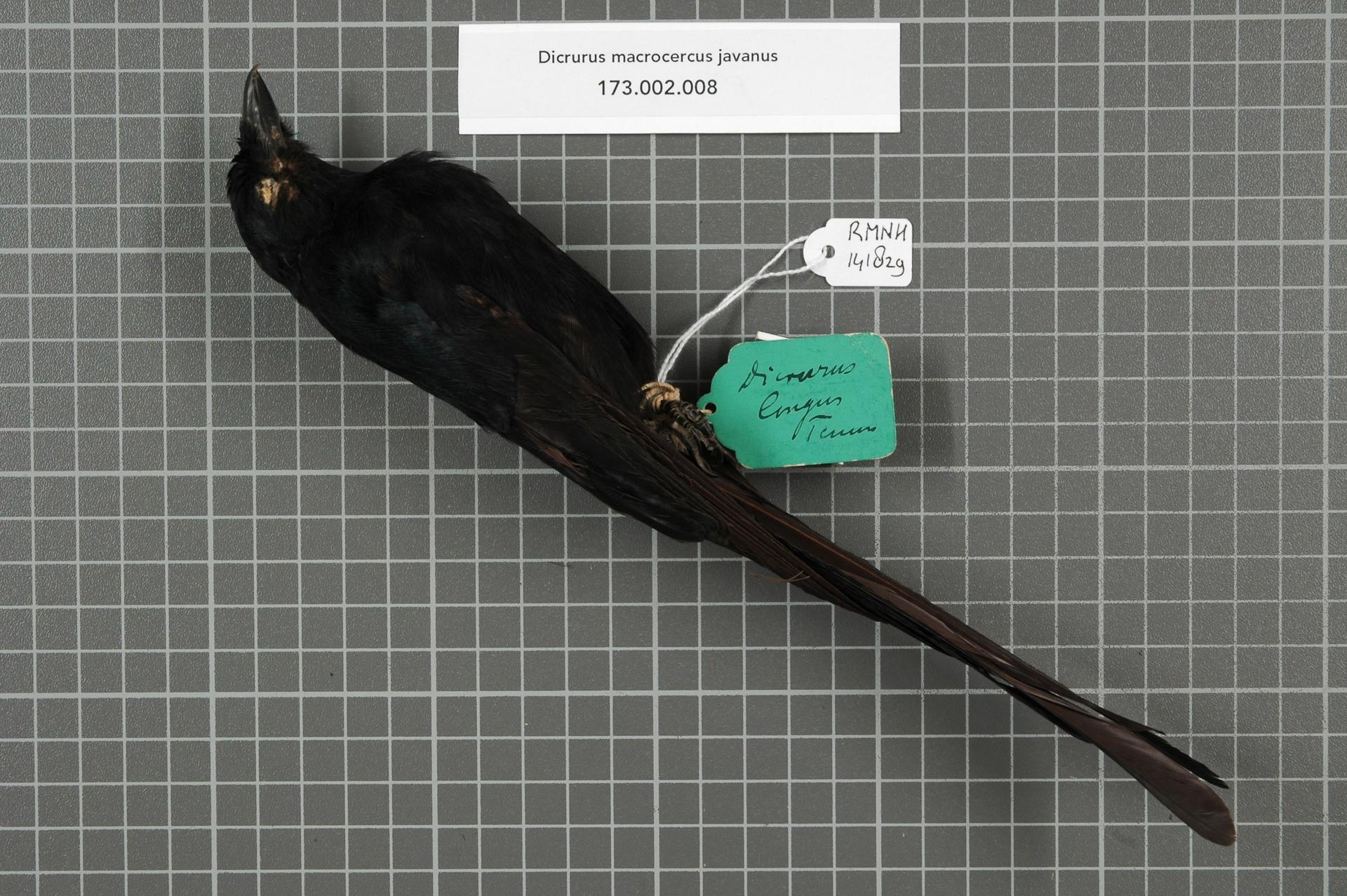
Esemplare impagliato della sottospecie javanus.

In passato, la specie veniva accorpata al drongo codafrocuta, rispetto al quale presenta differenze nella morfometria ed più consistenti nei richiami, oltre all'areale disgiunto: recenti studi genetici hanno tuttavia confermato la stretta parentela fra le due specie.

## Nella cultura di massa
Il drongo nero è molto presente nel folklore dell'India: nel Punjab si ritiene che il drongo nero abbia portato l'acqua all'assetato al-Husayn ibn Ali, mentre nel Deccan vedere uno di questi uccelli posarsi sul corno di uno zebù è considerato un cattivo auspicio.